# Fatima-Zahra Chajai
Fatima-Zahra Chajai, född 26 juni 2001, är en marockansk karateutövare.

## Karriär
Vid afrikanska ungdomsspelen 2018 i Alger tog Chajai guld i 59 kg-klassen. Vid afrikanska spelen 2019 i Rabat var hon en del av Marockos lag som tog guld i lagtävlingen. Vid afrikanska mästerskapen 2020 i Tanger var Chajai en del av Marockos lag som tog silver i lagtävlingen.
Vid afrikanska mästerskapen 2022 i Durban tog Chajai brons i 61 kg-klassen och var en del av Marockos lag som tog silver i lagtävlingen. Vid panarabiska spelen 2023 i Alger tog hon brons i 61 kg-klassen. Vid afrikanska mästerskapen 2023 i Casablanca tog Chajai brons i 61 kg-klassen och var en del av Marockos lag som tog silver i lagtävlingen.
Vid afrikanska spelen 2023 i Accra, som arrangerades 2024, tog Chajai guld i 68 kg-klassen efter att ha besegrat tunisiska Wissal Ezzar i finalen samt brons i lagtävlingen.